# Kayden Carter
Allyssa Lyn « Lacey » Lane (née le 20 mai 1988) est une catcheuse (lutteuse professionnelle) américaine. Elle travaille actuellement à la World Wrestling Entertainment, dans la division Raw, sous le nom de Kayden Carter.

## Jeunesse
Allyssa Lyn "Lacey" Lane nait d'un père jamaïcain et d'une mère philippine. Elle joue au basket-ball au Monroe Community College avant d'être transférée à l'Université Shaw. Elle y remporte un championnat de Division II de la NCAA en 2012, l'année où elle obtient son diplôme Magna Cum Laude en gestion des loisirs.

## Carrière de catcheuse

### Début de carrière (2016-2018)
Lane s'inscrit à la Team 3D Academy en 2016 et lutte régulièrement pour plusieurs promotions indépendantes en Floride. En août 2016, elle remporte son premier match devant un public contre Trish Adora pour la promotion Go Wrestle à Daytona Beach. Lane participe à un tryout au WWE Performance Center en février 2017, après lequel la WWE lui offre un contrat de développement. Cependant, un examen médical révèle une arthrite au genou et son contrat est résilié. Lane passe quatre mois en rééducation et, en novembre 2017, elle rejoint The Crash Lucha Libre à Tijuana, au Mexique, et remporte le championnat féminin contre Keyra le 20 janvier 2018. Elle détient le titre pendant 175 jours avant de le perdre contre Tessa Blanchard dans un match triple menace incluant également  Santana Garrett le 14 juillet 2018.

### World Wrestling Entertainment (2018-...)

#### Débuts àNXTet championne par équipes deNXTavec Katana Chance (2018-2023)

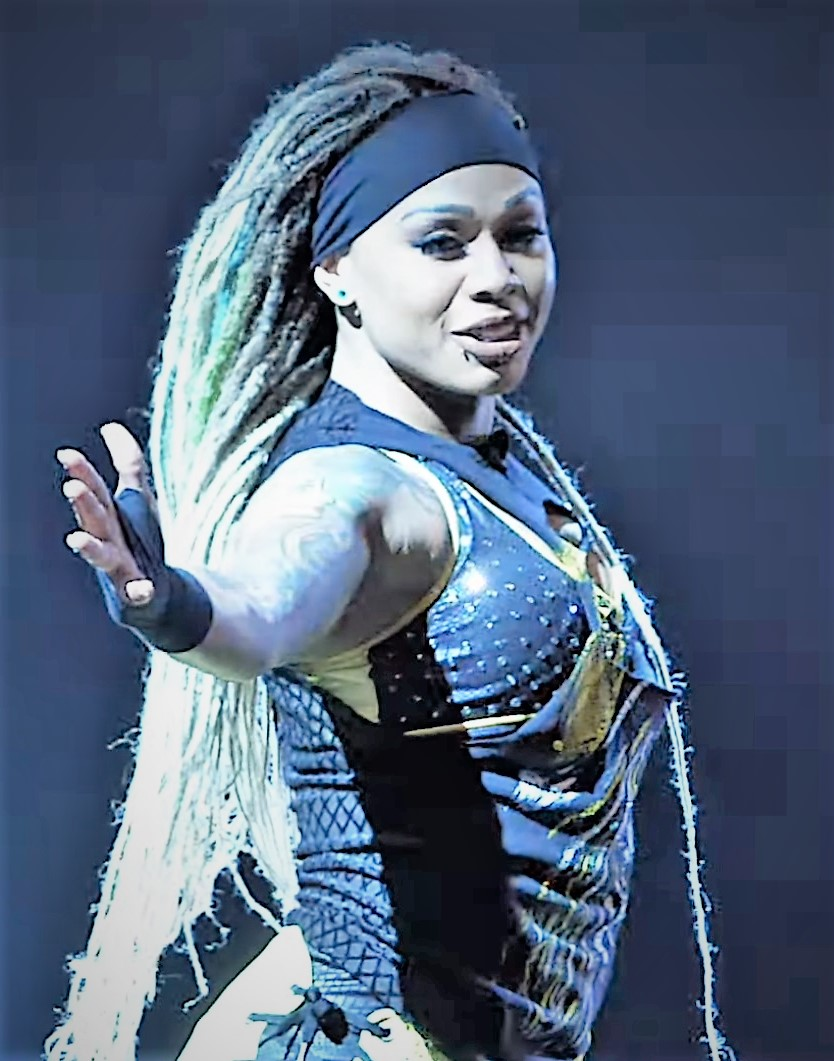
Carter posant à Orlando en 2020

Le 17 juillet 2018, elle signe officiellement avec la World Wrestling Entertainment. 
Le 16 octobre 2019 à NXT, elle fait ses débuts dans le show jaune sous le nom de Kayden Carter, dispute son premier match, mais perd face à Io Shirai.
Le 17 juin 2020 à NXT, elle s'allie officiellement avec Katana Chance mais ensemble, les deux catcheuses perdent face à Dakota Kai et Raquel Gonzalez.
Le 3 février 2021 à NXT, elles participent au tournoi Women's Dusty Rhodes Tag Team Classic, mais perdent face aux mêmes adversaires en demi-finale.
Le 8 mars 2022 à NXT, elles reparticipent au tournoi Women's Dusty Rhodes Tag Team Classic, mais perdent face à Io Shirai et Kay Lee Ray en demi-finale.
Le 4 juin à NXT In Your House, elles ne remportent pas les titres féminins par équipes de NXT, battues par Toxic Attraction (Gigi Dolin et Jacy Jayne).
Le 2 août à NXT, elles deviennent les nouvelles championnes par équipes de NXT en prenant leur revanche sur leurs mêmes adversaires et en battant Ivy Nile, Tatum Paxley, Valentina Feroz et Yulisa Leon dans un Fatal 4-Way Elimination Tag Team match et remportent les titres pour la première fois de leurs carrières.
Le 4 février 2023 à NXT Vengeance Day, elles ne conservent pas leurs titres, battues par Fallon Henley et Kiana James, ce qui met fin à un règne de 186 jours.

#### Draft àRawet championne par équipes de la WWE avec Katana Chance (2023-...)
Le 1er mai à Raw, lors du Draft, elles sont annoncées être officiellement transférées au show rouge par JBL. Le 5 juin à Raw, elles font leurs débuts, disputent leur premier match, mais perdent face aux championnes par équipes de la WWE, Ronda Rousey et Shayna Baszler.
Le 18 décembre à Raw, elles deviennent les nouvelles championnes par équipes de la WWE en battant Chelsea Green et Piper Niven, remportent les titres pour la première fois de leurs carrières et leurs seconds titres par équipes.
Le 26 janvier 2024 à SmackDown, elles ne conservent pas leurs titres, battues par les Kabuki Warriors (Asuka et Kairi Sane), ce qui met fin à un règne de 39 jours.
Le 8 juillet à Raw, elles s'allient officiellement avec Lyra Valkyria mais ensemble, les trois catcheuses perdent face à Damage CTRL (Dakota Kai, IYO SKY et Kairi Sane) dans un 6-Women Tag Team match. Le 30 septembre à Raw, elles font leur retour, en raison de l'absence de sa partenaire pendant deux mois à la suite d'une fracture du nez, et volent à la rescousse de la catcheuse irlandaise, attaquée par Pure Fusion Collective après avoir perdu face à Zoey Stark.

## Palmarès

### Basket-ball
- Championne du tournoi de basket-ball féminin de la CIAA (2 fois) (2011, 2012)
- Championnat national NCAA Division II (1 fois) (2012)

### Catch
- The Crash Lucha Libre
  - Championnat féminin de la Crash (1 fois)
- WWE
  - 1 fois Championne par équipes de NXT – avec Katana Chance[20]
  - 1 fois Championne par équipes – avec Katana Chance